# Kiss and ride

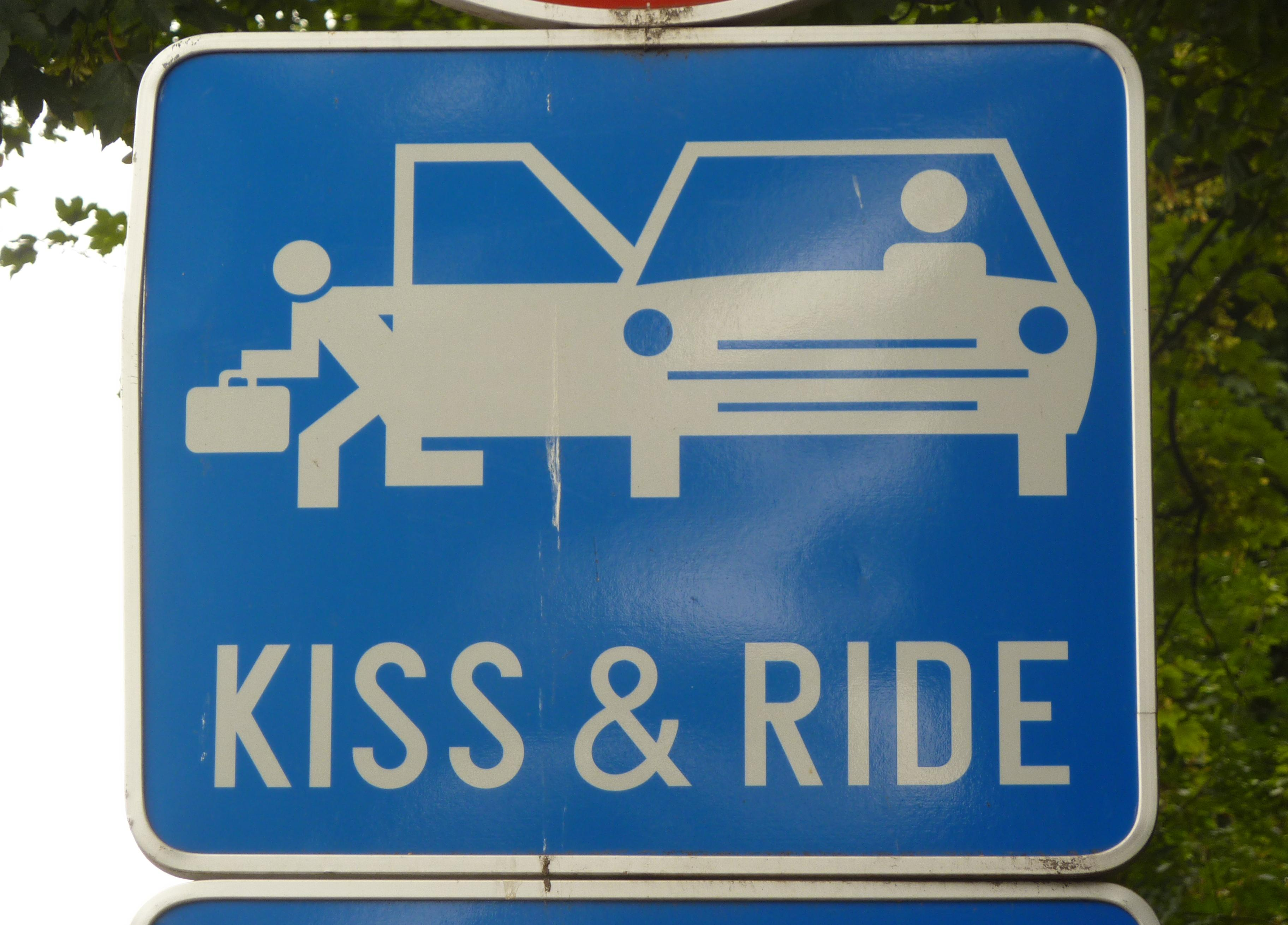
Oznaczenie miejsca kiss and ride

Kiss and ride, kiss & ride, K&R, K+R (z ang. pocałuj i jedź) – wyznaczone miejsce, służące do krótkiego postoju (ok. 1-2 min), spotykane zwłaszcza przy dworcach, lotniskach, centrach przesiadkowych i szkołach . Mają ułatwić szybką przesiadkę pasażera pojazdu na inny rodzaj transportu lub obiektu. W tworzeniu i używaniu parkingów kiss and ride przodują Australia, Stany Zjednoczone i Holandia. 
W większości krajów piktogramy kiss & ride nie mają uregulowania prawnego, tzn. nie mają przyjętego wzoru w kodeksie drogowym lub innym dokumencie regulującym ruch drogowy . Oznacza to, że nie można na ich podstawie wymierzać kar osobom niepoprawnie postępującym na miejscach oznaczonych tym znakiem. Z tego powodu stawia się wraz z nimi znaki dopuszczające zatrzymywanie lub parkowanie przez określony czas . System oznaczania stref K+R jest różny dla różnych krajów, różni się nawet w różnych miastach tego samego kraju . Jednolity system jest tylko w tych krajach, gdzie znak jest wprowadzony urzędowo .

## Podział
Można wyróżnić dwa rodzaje oznakowań stref K+R:
- takie, gdzie oznakowanie jest uregulowane prawnie, a wzór znaku widnieje w odpowiednim akcie prawnym[1] ,
- oraz takie, które nie są umieszczone w żadnym dokumencie prawnym, a strefy K&R są oznaczone znakami zaprojektowanymi i stawianymi przez zarządcę drogi[1] .

## Kiss and ridew Polsce

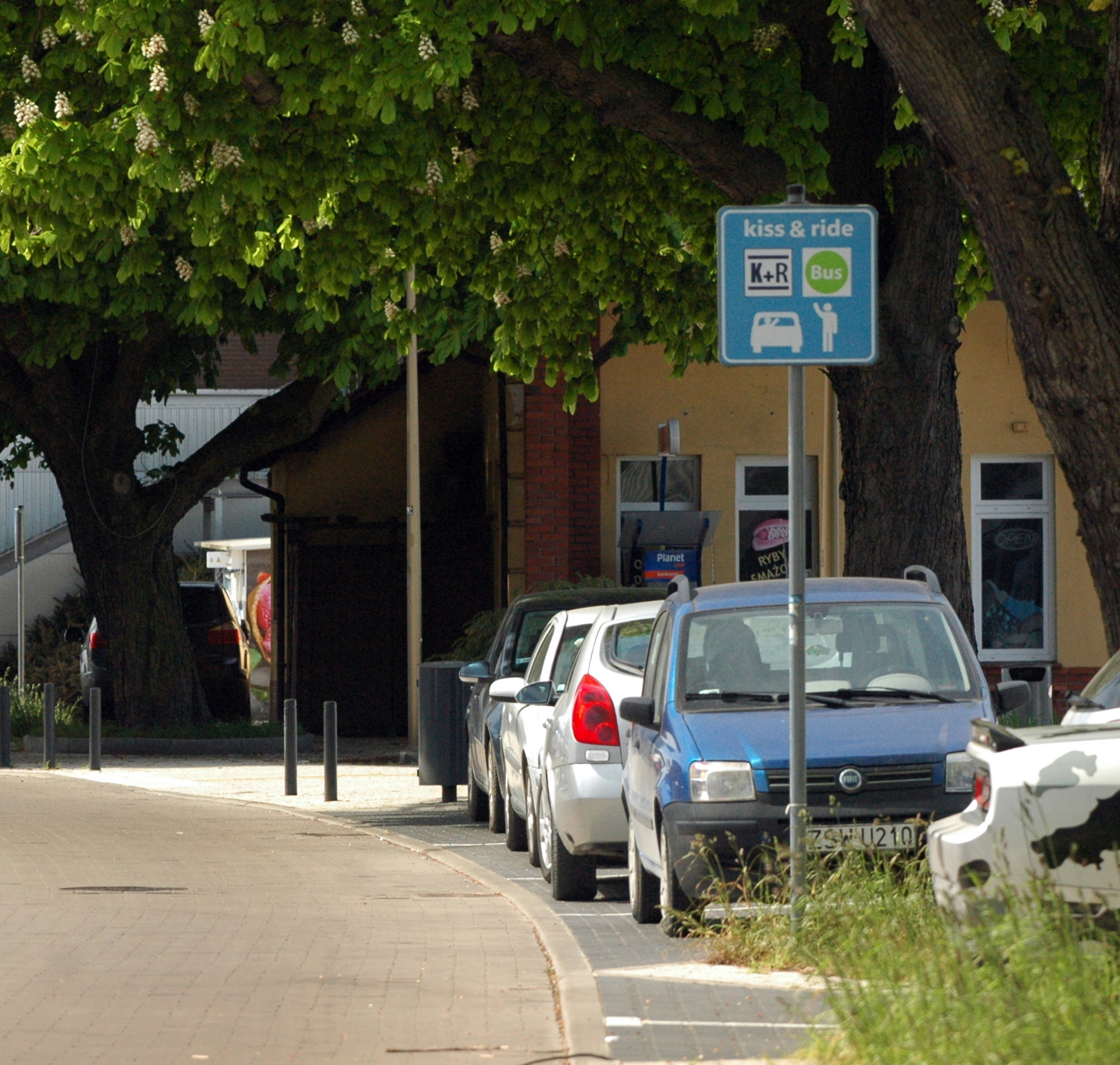
parking K+R w Świnoujściu

W Polsce nie istnieje oficjalny znak kiss and ride , mimo to znaki K+R są stosowane na drogach publicznych. Czasami  dodatkowo umieszcza się znak B-35 – zakaz postoju , czasami również z podanym czasem maksymalnego czasu parkowania. W Polsce strefy K+R są częścią zintegrowanych centrów przesiadkowych, spotykane są także przy dworcach kolejowych, autobusowych oraz lotniskach.

## Kiss and ridena świecie

### Czechy
W Czechach znak K&R istnieje od 2010 roku jako znak "IP 13e Parkoviště K+R". Wcześniej stosowano znak zakaz zatrzymywania wraz z tabliczką K+R . 

### Holandia

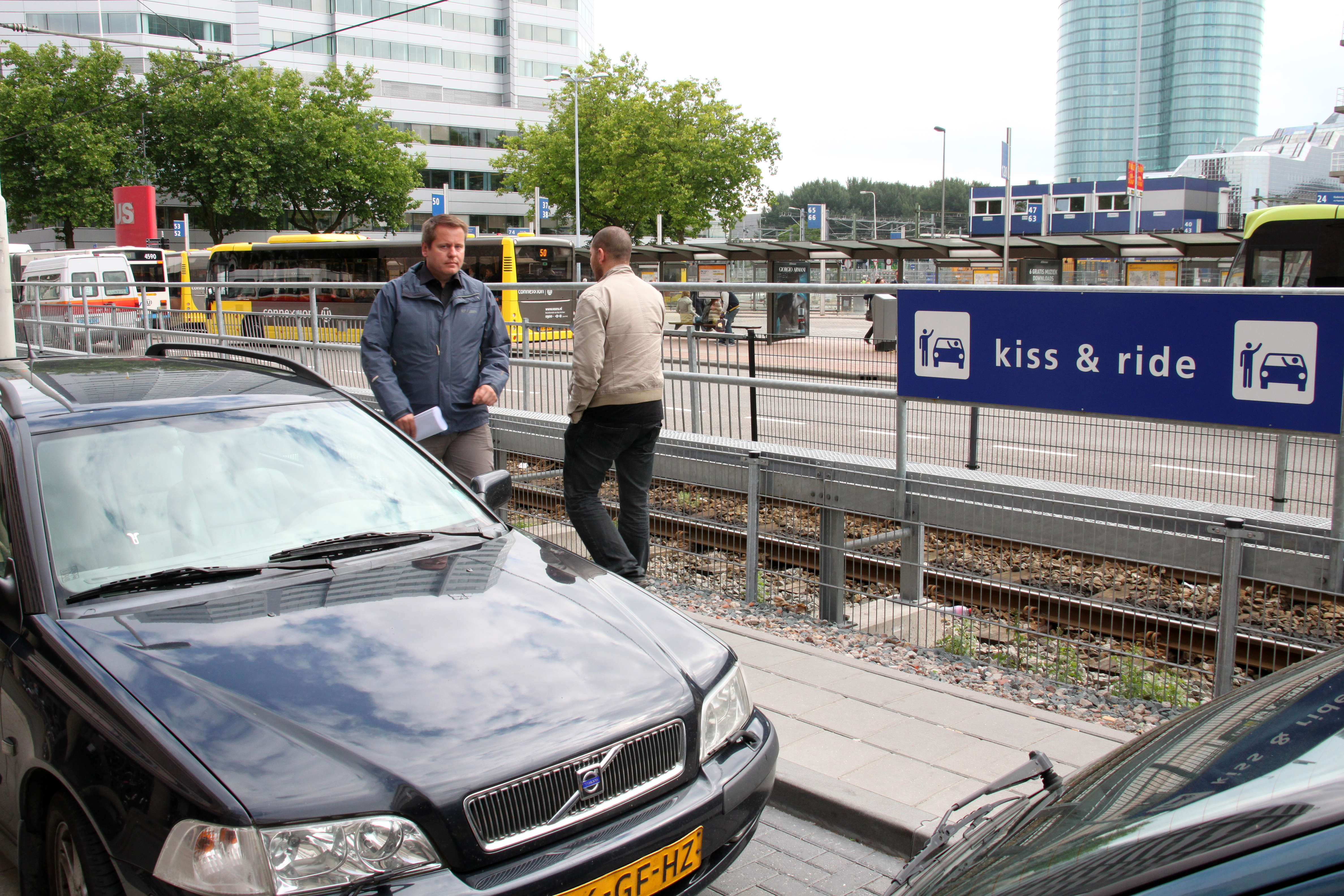
Znak kiss and ride w Utrechcie

W Holandii sprawa znaków kiss and ride nie jest uregulowana prawnie, dlatego oprócz znaków K+R stawia się też znaki "zakaz zatrzymywania się" lub "zakaz postoju". Sam znak K+R wzorowany jest na podobnym oficjalnym znaku P+R . Zamiennie z nazwą angielską stosuje się też holenderskojęzyczną nazwę Zoen+Zoef .